# 新潟食料農業大学
新潟食料農業大学（にいがたしょくりょうのうぎょうだいがく、英語: Niigata Agro-Food University）は、新潟県新潟市北区島見町940に本部を置く日本の私立大学。2018年創立、2018年大学設置。大学の略称は新潟食農大。農業大学としては、東京農業大学以来93年ぶりの新設大学である。食料と農業とビジネスを一体的に学ぶことができる新たな「食」の総合大学として、開学10年後に学生数1,000名を目指しており、大学院や環境系コース、酪農畜産学科の設置等が計画されている。設置母体の学校法人新潟総合学園は、新潟県内を中心に農業や食品加工業などを含む各種事業を展開するNSGグループの主要法人である。

## 概観

### 大学全体
新潟食料農業大学は、食料と農業に関する産業について、他の農業大学では手薄なビジネスの視点を取り入れた実学教育により即戦力人材を輩出するべく、2018年に開学された。設置母体の学校法人新潟総合学園は、新潟県内を中心に農業や食品加工業などを含む各種事業を展開するNSGグループの主要法人である。設置時の背景として、以下の4点が掲げられている。
1. 食料・農業分野が内外を問わず大きく変わろうとしており、輸出促進や6次産業化を通して、経済界との連携により「攻め」の農林水産業を実現させる好機が訪れている。
2. 食と農に関して、自然科学と社会科学の垣根を取り払った研究開発の推進が求められている。たとえば、食料不足や農耕地の疲弊などの問題は、品種改良や土壌改良といった自然科学的アプローチだけではなく、輸送システム、鮮度の維持など流通経済に関わる問題への対応も求められている。
3. 農場から生産・加工・流通・販売そして食卓までの切れ目のない｢フードチェーン｣の構築が課題となっており、1次産業から2次、3次産業に至るすべての局面を一貫して学べる環境が求められている。
4. 新潟という食料・農業分野に関して個性ある地域において、「個性ある地域がそれぞれに特色ある産業を生み出し発展する、それが日本全体の活性化につながる」という方向性を確立することが求められている。

上記の背景を考えた場合、新潟県は日本有数の農業県であり、新潟県醸造試験場（全国唯一の日本酒専門試験場）や新潟県農業総合研究所といった数々の研究機関を有するとともに、日本を代表する食品メーカーも多数立地している。さらには、新潟キャンパスが位置する新潟市は、国家戦略特区の「農業特区」に指定されており、地方から農業改革のモデルを全国へと発信する都市に位置づけられている。そして、胎内キャンパスが位置する胎内市は、米粉商品の開発に行政も積極的に取り組むなど、農業や食品加工を軸に据えた地域活性化に力を入れている。
このように、新潟市と胎内市は食料・農業分野において実学志向の教育を行う環境が整っており、地域社会との連携もしやすい環境にあることから、社会と深く結びついた研究成果の発信と人材の輩出が可能であると評価され、大学設置が認可され、2018年に開学することになった。

### 建学の精神と理念
建学の精神は、「自由、多様、創造」である。つまりは、「自己規律に裏打ちされた『自由（Liberty）』のもと、他者の考え方や行動を尊重する『多様性（Diversity）』と、常に好奇心をもって取り組む『創造力（Creativity）』を育む」ことである。その上で、建学の目的は、「生命、環境、社会を科学する心を持ち、食と農に関する広い知識と技術を身につけ、社会への高い関心を持った人材を育成するとともに、実社会に直結する研究・開発を通じて地域の発展をリードし、国際社会に貢献する」こととされている。

### 教育および研究
教育と研究における特色として、大学は下記の5点を挙げている。
- 分野横断的な教育による「食のジェネラリスト」育成
- 地域・企業との連携による実社会での即戦力養成
- 最先端の研究を支える設備・施設
- 優れた教授・講師陣
- 「世界的な視野」

## 沿革

### 略歴
2018年に開学。設置経費は44億6千万円（予定）。開学と同時に社会連携推進開室し、2022年の大学院（地域共生学研究科）設置にあわせて産官学連携センター／リサーチセンター（仮称）として、農や食のクラスターの中核的な研究機関となる予定である。さらには、環境系コース、酪農畜産学科の設置により、開学10年後に学生数1,000名を目指している。また、獣医学部や水産学部の設置についても調査を進めている。

### 年表
- 2017年（平成29年）- 8月29日、文部科学大臣より、設置が認可[6][7][8]。
- 2018年（平成30年）- 3月14日、日本政策金融公庫と産学連携で覚書を締結[9][10]。
  - 4月1日、開学[11][12][13]。

## 基礎データ

### 所在地
- 新潟キャンパス：新潟県新潟市北区島見町940
- 胎内キャンパス：新潟県胎内市平根台2416

## 組織構成

### 学部
- 食料産業学部
  - 食料産業学科（入学定員:180名）
    - アグリコース（農業生産）
    - ビジネスコース（食の経済・経営・販売）
    - フードコース（食品の機能・加工・開発）

### 大学図書館
胎内キャンパスの図書館棟1階に図書館が設置されている。1階床面積約495m2のうち約400m2が図書館として利用され、閲覧席・学習席（73席）、グループ学習室（8席）、AV視聴席（2席）が整備されている。新潟キャンパスにも、校舎1階に75.46m2の図書室が設置される。

## 教育および研究
教育面では、農業、食品、消費を一つのフードシステムとして捉えたシームレスな教育体系が特徴である。第1次産業から第2次産業、第3次産業、消費に至るまでの一連の領域・産業を一つのフードシステムとして捉え、シームレスな教育体系を提供している。その上で、2年次からは「アグリコース」「フードコース」「ビジネスコース」の3コースに分かれ、それぞれ、農業生産技術、食品化学、ビジネス・経営をより専門的に学ぶプログラムになっている。
さらには、実験・実習や現地調査を課す課題解決型の実践教育もさまざまに行われる。2年次以降の専門科目群では、実用性の高い専門知識の修得を目的とした講義科目とともに、高い実践力の修得を目的とした実験・実習・演習科目を配置している。1年次と3年次にはインターンシップも行う。これらにより、課題解決型の主体的・能動的な学習を促し、実践教育の色合いが強い教育プログラムを構成している。
インターンシップ先として、生産法人、農園（野菜、果物、花卉）施設園芸、植物工場、IT農業、農業ベンチャー、グローバル企業、食品製造、加工・販売企業、流通関連企業、農家レストラン、産直施設、外食系企業、行政などインターンシップ協力企業・機関計158社が登録されている。

### カリキュラム

#### 共通課程
共通課程で、フードチェーン（生産から加工、流通、販売、食卓までの切れ目ないつながり）を一体的に学び、その後、３つのコース課程（アグリコース、フードコース、ビジネスコース）に分かれ、それぞれに特化した専門性を身につけるカリキュラムが組まれている。たとえば1年次必修の農学基礎実習では、大学の広大な敷地の内外で水稲栽培実習、畑作・野菜栽培実習、果樹・花卉・施設栽培実習、さらには、農産加工実習が行われる。
- 農学基礎実習
- 食料産業概論
- 起業イノベーション論
- ビジネスプランニングⅠ・Ⅱ
- 栽培学概論
- フードサービス論
- 農村ビジネス論
- おいしさの科学
- 食品開発・製造論
- 食料産業実践論Ⅱ

#### コース課程（2年次選択コース）

##### アグリコース（農業生産）
アグリコースは、栽培科学領域と植物分子科学領域からなる。栽培科学領域では、有機栽培、野菜園芸、施設栽培、土壌・肥料、生物環境について専門的に学び、植物分子科学領域では、病理・微生物、植物生理、育種・遺伝について専門的に学ぶことで、農産物や食品の高付加価値化に資する能力を身に付け、消費者ニーズ（マーケットイン型）による農業と食料産業を結ぶ新たな需要創出を目指す。

##### ビジネスコース（食の経済・経営・販売）
ビジネスコースは、食産業学領域と経営学領域からなる。食産業学領域では、農業ビジネス、料経済学農業村ジネス、ついて専門的に学び、経営学領域では、ビジネスプラン、企業価値、会計、マーケティングなどについて専門的に学ぶことで、食と農を一体的に捉えたビジネス展開を行うために必要な知識を習得し、農業生産システムや組織を合理的に運営・管理できる人材を目指す。

##### フードコース（食品の機能・加工・開発）
フードコースは、食品科学領域と食品プロセス領域からなる。食品科学領域では、栄養・健康、機能・評価、成分・分析、発酵・微生物について専門的に学び、食品プロセス領域では、素材・加工、物性・保蔵、安全・管理、製造・環境について専門的に学ぶことで、農産物の生産から実際の食品の製造までの一連のプロセスを科学的根拠に基づき切れ目なく捉えることのできる、食品の加工と保蔵のスペシャリストを目指す。

### 取得可能資格
- HACCP（ハサップ）管理者
- 食の6次産業化プロデューサー
- 食品衛生管理者（任用資格）
- 食品衛生監視員（任用資格）
- 危険物取扱者

## 学生生活

### クラブとサークル
- 自転車競技部
- 柔道部
- ラグビー部(男子)
- 陸上競技部
- ゴルフ部
- バドミントン部
- 卓球部

### 学生専用アパート
学生専用アパート「ドミトリーつつじヶ丘」は、アパートと大学を結ぶ無料スクールバスが発着するほか、Wi-Fi無料使い放題、家電付きの部屋が用意されている。

### 給付型奨学金制度
特待生制度として、一般入試前期日程を受験し合格した者のうち、成績上位10名について、入学金を含む1年次学生納付金全額（150万円）を免除している。また、独自の給付型奨学金を給付する新潟食料農業大学奨学金制度や、教育ローンの利子相当額を給付する新潟食料農業大学学資融資奨学金制度も用意されている。

## 大学関係者
- 学長：中井　裕

## 施設

### 新潟キャンパス
新潟キャンパスは、新潟市北区に位置しており、同一法人が運営する新潟医療福祉大学に隣接している。本部機能を有し、産官学連携の拠点を置くとともに、ビジネスコースの教育拠点でもある。
- 大学の敷地面積：28,682平方メートル
- 大学の校舎面積：2,000平方メートル
- 交通アクセス
  - JR東日本白新線豊栄駅より
    - 無料スクールバス(新潟医療福祉大学運行)で約20分。
    - 「芋黒 尾山ニュータウン経由 新潟医療福祉大学」行で「新潟医療福祉大学前」下車徒歩3分。
    - 「北区バス 太郎代浜」行で「新潟医療福祉大学入口」下車すぐ。

  - 新潟駅前、万代シテイ、新潟日報メディアシップより新潟交通バスの下記系統を利用。
    - 「E25 下山・陽光ニュータウン経由 新潟医療福祉大学」行で「新潟医療福祉大学入口」下車すぐ。
    - 「E26 下山経由 太郎代浜」行で「新潟医療福祉大学入口」下車すぐ。

  - 胎内キャンパスより
    - 無料スクールバスで約15分。

### 胎内キャンパス
胎内キャンパスは、JR東日本羽越本線中条駅から北北西へ約5kmの胎内市内に位置しており、山、川、平地、海と農林水産業に必要な要素がすべて揃っており、12万平方メートルを超える広大な敷地を有する。主に1・2年次とアグリコース・フードコースの講義や実習が実施される。たとえば、大学の近くの農家圃場での水稲栽培実習や、構内の圃場での畑作・野菜栽培実習であったり、構内ビニールハウスや農家圃場・施設での果樹・花卉・施設栽培実習、さらには、構内実験室や外部加工施設での農産加工実習である（全て1年次必修）。
- 大学の敷地面積：12万8,137平方メートル
- 大学の校舎面積：12,200平方メートル
- 交通アクセス
  - 羽越本線中条駅より
    - 無料スクールバスで約15分。

  - 新潟キャンパスより
    - 無料スクールバスで約40分。

#### 図書館
- 図書館棟1階

#### 厚生施設
- 学生食堂（厚生棟2階）
- 学生ラウンジ（厚生棟6階）
- 緑地「憩いのスペース」（1,962平方メートル）

#### 体育施設
- グラウンド（6,000平方メートル）
- 体育館（延床面積1,676平方メートル）

## 対外関係
- 日本政策金融公庫新潟支店と産学連携の覚書を締結（2018年）[9]
- 新潟県新発田市との包括連携協定（2019年）[14]

## 関連施設

### 系列大学・大学院・専門学校
- 新潟医療福祉大学（同、新潟総合学園）
- 事業創造大学院大学（同、新潟総合学園）
- 開志専門職大学
- NSGカレッジリーグ
- FSGカレッジリーグ

### 関連系列企業
- NSGグループ
  - 和僑商店ホールディングス
    - 今代司酒造
    - 小川屋

  - ホテルイタリア軒 ほか